# Paolo Montesano
Paolo Montesano (Busto Arsizio, 1º febbraio 1991) è un ex pallamanista italiano.

## Carriera

### Club
Inizia a giocare in quinta elementare e cresce nelle giovanili del Cassano Magnago Handball Club.
Ala destra, si segnala presto per le sue capacità e ottiene regolari convocazioni nelle nazionali giovanili ed anche nella nazionale senior.
Nel 2010 malgrado le richieste di società di Serie A Élite come il Bologna United Handball decide di rimanere al Cassano Magnago Handball Club.
Nel 2016 lascia il Cassano Magnago per divergenze con la società.

### Nazionale giovanile
Ha partecipato in Nazionale alle qualificazioni per i mondiali Under 21 a Brest nell'aprile 2010.